# Tilt (videogioco 1990)
Tilt è un videogioco pubblicato nel tardo 1990 per Commodore 64 e ZX Spectrum dalla Codemasters. Il giocatore deve attraversare un percorso con una pallina e per farla rotolare deve inclinare (tilt in inglese) tutto il piano del percorso stesso. Il sistema ricorda i classici giocattoli tascabili dove si fanno muovere le palline in un labirinto. Tilt uscì in edizione economica e venne spesso giudicato dalla stampa un gioco originale anche se semplice, con valutazioni generalmente buone. Secondo Zzap!64 l'animazione tridimensionale era fluida e notevole per un titolo a basso costo.
La copertina non è ispirata al gioco stesso, ma raffigura Roger Frames, un personaggio immaginario della rivista britannica Commodore Format associato alle recensioni di videogiochi economici, mentre loda Tilt. La rivista infatti aveva recensito in anteprima il gioco per Commodore 64 assegnandogli un giudizio del 93%, il più alto che abbia mai dato a un titolo a basso costo.
Una conversione di Tilt per Amiga venne realizzata e perfino recensita dalla rivista Amiga Power nel 1992, ma non risulta essere mai stata pubblicata.

## Modalità di gioco
La schermata di gioco mostra, con visuale tridimensionale dall'alto, un percorso tortuoso sopra una tavola rettangolare con pareti in rilievo. Il giocatore deve far viaggiare una pallina lungo il percorso, evitando che tocchi le pareti, fino a raggiungere una buca all'altra estremità. Per fare rotolare la pallina si può inclinare leggermente l'intera tavola in una delle otto direzioni, sfruttando così la gravità. I cambi di inclinazione non sono istantanei, ma avvengono con una rapida animazione e, su Commodore 64, con un effetto sonoro di motore elettrico.
Lungo il percorso ci sono alcune porte scorrevoli che bloccano il passaggio e vanno evitate come le pareti. Le porte possono essere aperte tutte insieme al comando del giocatore, ma si richiudono subito dopo, per cui è necessario aprirle al momento giusto in cui arriva la pallina. Ai livelli più avanzati, al posto di alcune delle porte solide ci sono delle trappole, ossia barriere luminose rasoterra. Queste si disattivano e permettono il passaggio solo mentre il giocatore cambia l'inclinazione del percorso, per cui il moto della pallina deve essere in qualche modo alterato proprio mentre attraversa la trappola.
Si dispone di una barra dell'energia che si consuma un po' a ogni inclinazione effettuata. Se si urtano le pareti o gli ostacoli si perde un altro po' di energia e il percorso va ricominciato da capo, ma le porte e trappole che erano già state attraversate non ci saranno più. Dopo ogni urto, oppure dopo aver completato il percorso, si riceve un punteggio e una ricarica di energia in proporzione a quanta distanza è stata percorsa. Quando l'energia finisce si ha una breve riserva che consente di proseguire ancora per poco; quando anche la riserva finisce, la partita termina.
Ci sono solo quattro percorsi differenti, uno per livello. Superato il quarto livello, si ricominciano ad affrontare ciclicamente gli stessi percorsi, ma sempre più barriere vengono sostituite da trappole. Dopo 12 livelli la pallina diventa più grossa, rendendo più difficile evitare gli urti.